# Terphothrix sicyata
Terphothrix sicyata är en fjärilsart som beskrevs av Paul Dognin 1901. Terphothrix sicyata ingår i släktet Terphothrix och familjen tofsspinnare. Inga underarter finns listade i Catalogue of Life.